# Sardis City (Alabama)
Sardis City é uma cidade  localizada no estado americano de Alabama, no Condado de Etowah.

## Demografia
Segundo o censo americano de 2000, a sua população era de 1438 habitantes.
Em 2006, foi estimada uma população de 2007, um aumento de 569 (39.6%).

## Geografia
De acordo com o United States Census Bureau, a localidade tem uma área de 19,1 km², sem área coberta por água.

## Localidades na vizinhança
O diagrama seguinte representa as localidades num raio de 24 km ao redor de Sardis City.